# Dare to Dream (Billy Gilman)
Dare to Dream è il terzo album in studio del cantante statunitense Billy Gilman, pubblicato nel 2001.

## Tracce
1. She's My Girl (Brian Baker, Zack Turner, Lonnie Wilson) – 3:08
2. Our First Kiss (Bonnie Baker, Bob DiPiero) – 3:11
3. Elisabeth (Kim Patton-Johnston, Liz Rose) – 4:22
4. I've Got to Make It to Summer (Don Cook, David Malloy) – 4:30
5. My Time on Earth (Tommy Conners, Adam Hughes, David Vincent Williams) – 4:26
6. You Don't You Won't (David Bassett, Michael Himelstein) – 3:28
7. She's Everything You Want (Mary Danna, Michael Gerald Lunn, Malloy) – 2:22
8. God's Alive and Well (Malloy, Bruce Roberts) – 4:28
9. The Woman in My Life (Cook, Bob Regan, Leslie Satcher) – 3:40
10. Almost Love (Tom Douglas, Marcus Hummon) – 4:14
11. Some Things I Know (Sally Barris, Burton Collins) – 2:36
12. Shamey, Shamey, Shame (Randle Chowing, Mark Morton, Alan Ross) – 2:50